# Palhinhaea
Palhinhaea es un género de helechos perteneciente a la familia Lycopodiaceae. Comprende 15 especies descritas y de estas, solo 10 aceptadas.

## Taxonomía
El género fue descrito por Franco & Vasc. y publicado en Folia Geobotanica et Phytotaxonomica 26(1): 90. 1991. La especie tipo es: Palhinhaea cernua (L.) Vasc. & Franco. 

## Especies aceptadas
A continuación se brinda un listado de las especies del género Palhinhaea aceptadas hasta marzo de 2015, ordenadas alfabéticamente. Para cada una se indica el nombre binomial seguido del autor, abreviado según las convenciones y usos.	
- Palhinhaea bradei (Herter) Holub
- Palhinhaea camporum (B. Øllg. & P.G. Windisch) Holub
- Palhinhaea descendens (B. Øllg.) Holub
- Palhinhaea glaucescens (C. Presl) Holub
- Palhinhaea hainanensis C.Y. Yang
- Palhinhaea lehmannii (Hieron.) Holub
- Palhinhaea lufengensis C.Y. Yang
- Palhinhaea pungens (Alderw.) Holub
- Palhinhaea riofrioi (Sodiro) Holub
- Palhinhaea steyermarkii (B. Øllg.) Holub